# Roberto Ferrante
Roberto Ferrante (Napoli, 28 de marzo de 1965) es un productor artístico multiplatino y discográfico italiano. 
Ferrante es productor discográfico desde 1983 en el campo de la música Dance, Hip-Hop y Latina, y fundador del sello discográfico Planet Records, activo desde el año 1997 en el campo de la música pop/dance internacional, y desde el 2003 también en el campo de la música latinoamericana primero en Europa y luego en el mundo entero. Con Planet Records ha lanzado y promovido los más importantes géneros musicales latinos como la Bachata, la Salsa, el Reggaeton, el Dembow, el Cubatón, el Merengue Urbano.

## Biografía
Ferrante se dedica al estudio de la batería y del piano en el conservatorio de Nápoles, y a finales de los años setenta comienza a tocar en algunas bandas juveniles de música electrónica. En 1983 (con 18 años) firma primer contrato con una compañía discográfica (Best Records de Claudio Casalini, Roma) para la publicación de su primer disco come productor artístico: Pineapples “Come On Closer", (un éxito en los clubes underground americanos y europeos, el cual viene citado por Mickey Oliver como uno de los discos fundadores del género House de Chicago y otros famosos deejays de la época).
Desde el 1984 hasta el 2022, Ferrante produjo y/o remezcló más de doscientos discos (entre singles y álbumes), en vinilo, CD y formatos digitales, en diversos géneros Dance, House y Urban Latin, colaborando con las más importantes compañías discográficas, major e independientes italianas e internacionales, escalando los primeros puestos de las listas de ventas mundiales y alcanzando cientos de semanas de presencia en las clasificas de los Estados Unidos (Billboard).
Ferrante también ha "creado el sonido" de algunos éxitos históricos de importantes artistas italianos como Articolo 31, 99 Posse, Prozac+, Adriano Celentano, Gerardina Trovato, Ambra Angiolini, Paolo Belli, y ha realizado temas musicales para la televisión para muchas producciones de máxima audiencia tanto para la RAI que para Mediaset, entre las cuales Scherzi a parte, La sai l'ultima?, Torno sabato de Giorgio Panariello, Ballando con le stelle.
Como productor discográfico, a finales del 1998 fundó Planet Records, un sello independiente que se propone lanzar nuevos talentos y renovar la propuesta musical di artistas ya consagrados. Produce Prozac+ Acida remix (nº 2 en las listas singles de la clasifica Nielsen Italia), Lisa (nº 2 Nuove Proposte y tercer puesto entre los Campeones del Festival de Sanremo 1998, Top de 20 ventas de álbumes), Angels of Love (nº 1 en las listas de House Reino Unido en el 2000), Kay Bianco (Top 20 Music Control), Miele (Top 30 Music Control), el relanzado Paolo Belli, que regresó a las listas de ventas y de airplay gracias al programa del sábado por la noche de Raiuno para la Lotería Italia Torno sabato - La lotteria, Ferrante es coautor del tema principal del programa Ci baciamo tutta la notte.
En el verano del 2003, Roberto Ferrante lanza en el mercado italiano el superéxito Obsesión del grupo Aventura (primer sencillo y álbum Nielsen Italia, disco de Platino, uno de los discos más vendidos en Europa). El grupo Aventura participó en el Festival de Sanremo de 2004 como Super Invitado Internacional.
Siempre con su proprio sello Planet Records, en el 2004 lanza la revista Latino! (una revista con CD recopilatorio adjunto, especializada en música y baile latinos), la cual vendió más de un millón y medio de ejemplares entre el 2004 y el 2014.
Desde el 2004 hasta hoy, Roberto Ferrante ha estado empeñado en lanzar con gran éxito comercial, primero en Europa y luego en todo el mundo, la moda de la “Música Latina”, la original, la producida en los países de origen como Cuba, República Dominicana, Puerto Rico, lanzando con Planet Records a nivel internacional artistas como Aventura, Omega, El Cata, Gente De Zona, Papi Sánchez, Los 4, Los Van Van, Charanga Habanera, y colaborando en el éxito internacional de super estrellas de la música latina como Prince Royce, Luis Enrique, Pitbull y Osmani Garcia.
En el 2008, Ferrante abre la sucursal estadounidense de Planet Records con una oficina en Miami y a esta le siguió en el 2010 una sucursal en la República Dominicana. Desde el 2009, Planet Records coordina una red de distribución discográfica a nivel planetario, que se extiende a los Estados Unidos y todos los principales países Europeos con los CD físicos, y a todo el mundo con los productos digitales.
En el 2009, Planet Records es nominada por primera vez a los Latin Grammy Awards. Desde el 2010 hasta el 2023 alcanza innumerables veces el número 1 del Billboard USA como ventas de álbumes, singles y airplay y hasta la fecha, ha alcanzado y superado la enorme cifra de 300 semanas de presencia ininterrumpida en listas de Billboard y cientos de semanas de presencia ininterrumpida en las listas de ventas europeas.

## Vida personal
Roberto Ferrante vive entre La Habana, Miami, Nápoles y el Caribe.

## Premios, discos de oro y platino

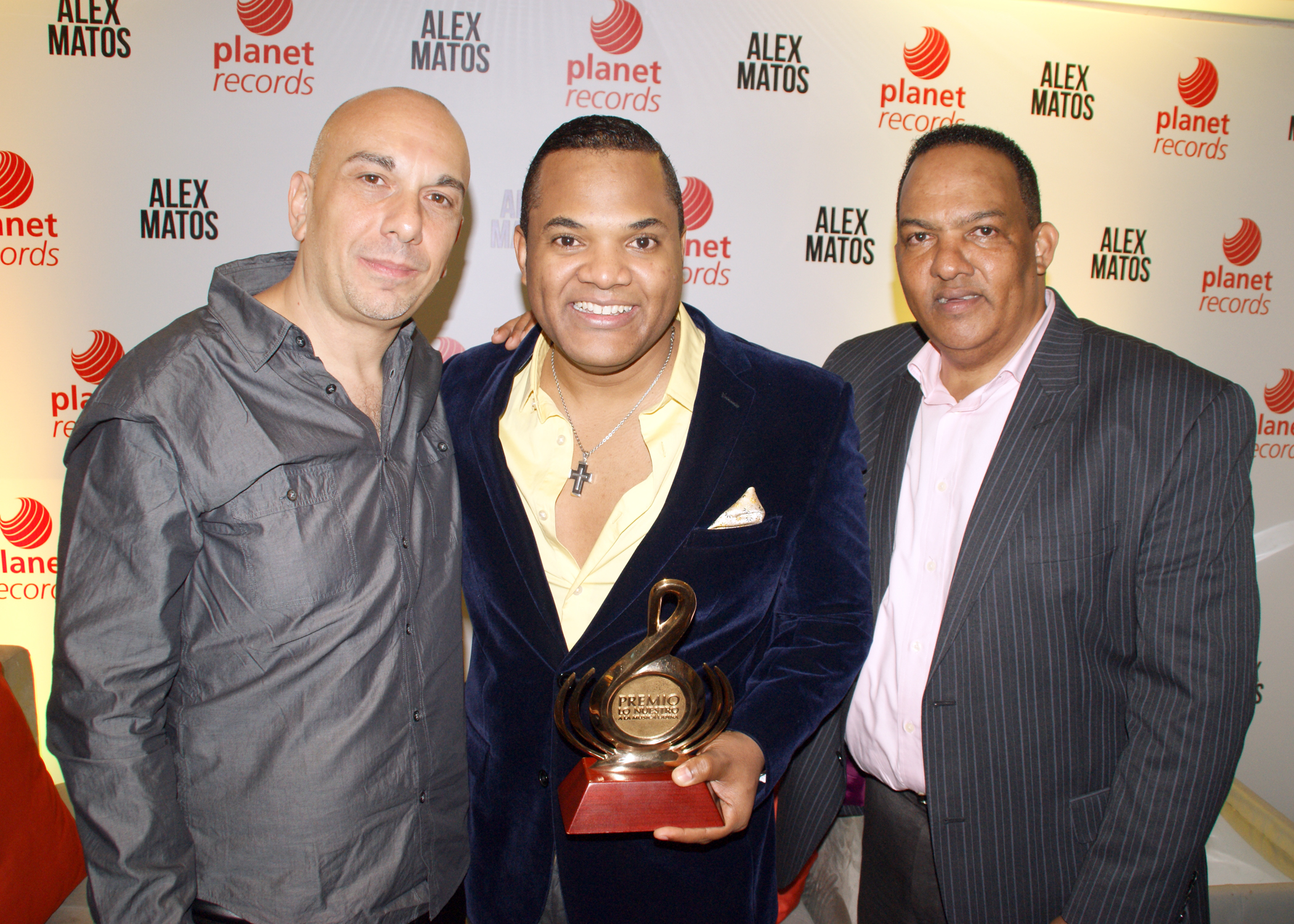

Ferrante ha ganado como productor y/o como discográfico:
- 34 discos de platino
- 28 discos de oro
- 3 nominaciones a los “Premios Grammy Latinos” (Usa)
- 8 nominaciones a los “Premios Billboard” (Usa)
- 1 premio “Lo Nuestro” (Usa)
- 30 premios “Soberanos” (República Dominicana)
- 40 premios “Lucas” (Cuba)

Discos de Platino:
2016: “Travesuras” - Nicky Jam (2 Platino, Italia)
2018: “El Taxi” - Osmani Garcia Feat. Pitbull & Sensato (2 Platino, Italia)
2018: “Si Te Vas” - Omega (USA)
2019: “Lejos De Ti” - Chiquito Team Band (USA)
2019: “La Dura” - Jacob Forever (USA)
2021: “El Taxi” - Osmani Garcia Feat. Pitbull & Sensato (USA)
2021: “Esta Noche” - Raulín Rodríguez (USA)
2021: “Obsesión” - Aventura (Italia)
2021: “Klok Con Klok” - Ceky Viciny (USA)
2021: “Pobre Corazón” - Divan & Lenier (USA)
2021: “Pegao / Me Miro y La Mire (#1 TikTok)” - Omega (USA)
2022: “Se Me Nota (Agarrame)” - Chimbala & Omega (USA)
2022: “Como Serás Tu” - Raulin Rodriguez (USA)
2022: “La Llamada De Mi Ex” - Chiquito Team Band (2x multiplatino, USA)
2022: “Pa’ La Camara” - El Chacal (USA)
2022: “Tu Si Quieres, Tu No Quieres” - Omega (USA)
2022: “Merengue Electronico” - Omega (USA)
2022: “Corazón Con Candado” - Raulín Rodríguez (USA)
Discos de Oro:
2004: “Enamórame” - Papi Sánchez (Francia)
2005: “Enamórame” - Papi Sánchez (Benelux)
2018: “Tu Sin Mi” - Jehu El Rey (USA)
2019: “Nuje Vulimme ‘Na Speranza” - Ntò & Lucariello (Italia)
2019: “Si Entendieras” - Alex Matos (USA)
2019: “El Dueño del Flow 2” - Omega (USA)
2020: “Fuego” - Neves17, Geolier & Lele Blade (Italia)
2021: “Si Te Vas / Que Tengo Que Hacer” - Omega & Cuban Deejays (Italia)
2021: “Lo Aprendió Conmigo” - Divan (USA)
2021: “Oye Tu Si Suena” - El Micha (USA)
2022: “Chambonea (Live)” - Omega (USA)
2022: “Ayy (Feat. Fuego & Jowell)” - Amara La Negra (USA)
2022: “Tengo Que Colgar” - Chiquito Team Band (USA)
2022: “Punto y Aparte” - Chiquito Team Band (USA)
2022: “Pelearnos Un Ratico” - Divan (USA)
2022: “Ajena” - Dylan Fuentes & Myke Towers (USA)
2022: “Nadie Más” - Jacob Forever & Divan (USA)
2022: “A Ti Lo Que Duele” - Srta Dayana (USA)
2022: “Normalmente Remix” - Wildey & Yomil y El Dany (USA)

## Note
1. 1 2 3 4 5 6 7 8 9 10 11 12 13 14 15 16 17 18 19 20 21 22 23 24 25 26 27 28 29 30 31  «Gold & Platinum». RIAA (en inglés estadounidense). Consultado el 24 de febrero de 2023.
2. 1 2 3 4 5 6 7  «Certificazioni - FIMI». www.fimi.it (en it-IT). Consultado el 1 de marzo de 2023.
3. ↑  «Planet Records | AllMusic». AllMusic. Consultado el 21 de octubre de 2016.
4. ↑  «Intervista a Roberto Ferrante - "Il successo della Planet Records con gli Aventura"». Il Denaro: 55. 8 de noviembre de 2003. Archivado desde el original el 14 de julio de 2014.
5. ↑  «Pineapples – Come On Closer on Discogs». Consultado el 19 de octubre de 2016.
6. ↑  «R. Ferrante: Official Fanclub Japan. Pineapples "Come On Closer" in "ALL TIME TOP 10" by Mickey Oliver of VIP of '80-'90 house music». Archivado desde el original el 19 de octubre de 2016. Consultado el 19 de octubre de 2016.
7. ↑  Teinert, Dieter. «PINEAPPLES feat DOUGLAS ROOP - Come On Closer - PLT612MIX». deejay.de (en de-DE). Consultado el 24 de febrero de 2023.
8. ↑  «Pineapples biography». Last.fm (en inglés). Consultado el 24 de febrero de 2023.
9. ↑  «Roberto Ferrante on Discogs». Consultado el 19 de octubre de 2016.
10. ↑  «Roberto Ferrante on AllMusic». AllMusic. Consultado el 19 de octubre de 2016.
11. ↑  Inc, Nielsen Business Media (25 de diciembre de 2004). Billboard (en inglés). Nielsen Business Media, Inc. Consultado el 24 de febrero de 2023.
12. ↑  Inc, Nielsen Business Media (29 de enero de 2005). Billboard (en inglés). Nielsen Business Media, Inc. Consultado el 24 de febrero de 2023.
13. ↑  Inc, Nielsen Business Media (7 de marzo de 2009). Billboard (en inglés). Nielsen Business Media, Inc. Consultado el 24 de febrero de 2023.
14. ↑  Inc, Nielsen Business Media (4 de abril de 2009). Billboard (en inglés). Nielsen Business Media, Inc. Consultado el 24 de febrero de 2023.
15. ↑  Inc, Nielsen Business Media (15 de enero de 2005). Billboard (en inglés). Nielsen Business Media, Inc. Consultado el 24 de febrero de 2023.
16. ↑  Inc, Nielsen Business Media (20 de noviembre de 2004). Billboard (en inglés). Nielsen Business Media, Inc. Consultado el 24 de febrero de 2023.
17. ↑  Inc, Nielsen Business Media (19 de febrero de 2005). Billboard (en inglés). Nielsen Business Media, Inc. Consultado el 24 de febrero de 2023.
18. ↑  «Archivio Classifiche - FIMI». www.fimi.it (en it-IT). Consultado el 1 de marzo de 2023.
19. ↑  «El proyecto "Cafè Latino"». Archivado desde el original el 14 de julio de 2014. Consultado el 13 de septiembre de 2016.
20. ↑  «Il ritorno sulle scene del crooner e showman della musica italiana: Paolo Belli.». Archivado desde el original el 14 de julio de 2014. Consultado el 17 de diciembre de 2013.
21. ↑  «Global Appeal: Entrepreneurs Chase Tropical Music Audience». Billboard. Nielsen Business Media, Inc. 4 de abril de 2009. Consultado el 19 de octubre de 2016.
22. ↑  «Papi Sanchez "Enamórame" - Top of Chart Francia». Billboard. Nielsen Business Media, Inc. 25 de diciembre de 2004. Consultado el 19 de octubre de 2016.
23. ↑  «#17 "Enamórame" de Papi Sánchez - Billboard EuroCharts». Billboard. Consultado el 19 de octubre de 2016.
24. ↑  «Italian Indie Label Plots U.S. Expansion». Billboard. Consultado el 19 de octubre de 2016.
25. ↑  «Planet Records, da Napoli agli States». Archivado desde el original el 19 de octubre de 2016. Consultado el 19 de octubre de 2016.
26. ↑  «MUSICA: 'PLANET RECORDS' SBARCA NEGLI USA». www1.adnkronos.com. Archivado desde el original el 20 de octubre de 2016. Consultado el 19 de octubre de 2016.
27. ↑  «Latin Grammy, la napoletana Planet in corsa: è derby con la Pausini - Corriere del Mezzogiorno». corrieredelmezzogiorno.corriere.it. Consultado el 19 de octubre de 2016.
28. ↑  «Planet Records nella Classifica Vendite Top 20 Billboard Usa». www.newspettacolo.com. Archivado desde el original el 14 de julio de 2014. Consultado el 19 de octubre de 2016.
29. ↑  2 nomination "Latin Grammy" Latin Grammy Archivado el 14 de julio de 2014 en Wayback Machine.,
30. ↑  Latin Grammy, la napoletana Planet è in corsa,
31. ↑  Alex Matos y Romeo Santos ganan en Premio Lo Nuestro Archivado el 2 de julio de 2014 en Wayback Machine.,
32. ↑  PLANET RECORDS FELICITA A SUS ARTISTAS GANADORES DE LOS PREMIOS SOBERANO 2013,
33. ↑  vincono un “Premio Lucas”, seguono i megahits "Le Gustan Los Artistas" e "Pà La Calle" Archivado el 6 de marzo de 2016 en Wayback Machine.,
34. ↑  Etichetta napoletana che negli ultimi anni si è affermata in Europa, negli Stati Uniti e in tutto il mondo,
35. ↑  «Les certifications». SNEP (en fr-FR). Consultado el 1 de marzo de 2023.
36. ↑  «ultratop.be - ULTRATOP BELGIAN CHARTS». www.ultratop.be. Consultado el 1 de marzo de 2023.

- Datos: Q17284933
- Multimedia: Roberto Ferrante / Q17284933